# Шоссе 2 (Израиль)
Шоссе 2 (ивр. כביש 2‎ , англ. Highway 2) — израильское шоссе, расположенное на прибрежной равнине около Средиземного моря. Шоссе идет от Тель-Авива до Хайфы. Шоссе 2 называют либо Прибрежное шоссе (ивр. כביש החוף‎) либо Новое шоссе Хайфа - Тель-Авив (ивр. כביש חיפה - תל אביב החדש‎), в отличие от Старого шоссе Хайфа - Тель-Авив (Шоссе 4).

## История
Шоссе строилось в несколько этапов в направлении из Тель-Авива на север. О строительстве первого этапа шоссе от Тель-Авива до Нетании было объявлено в августе 1949 года, работы начались параллельно из Тель-Авива и из Нетании в ноябре 1949 года. К марту 1950 года было уложено более половины асфальтового покрытия, а в июле 1950 года участок между Тель-Авивом и Нетанией уже был открыт для движения.
О строительство участка от Нетании до Хадеры было объявлено в январе 1950 года, тендер был открыт в мае 1951 года. Тем не менее, работы были отложены на значительно долгое время.
В процессе проектирования северного отрезка шоссе последние несколько километров перед въездом в Хайфу были предназначены нести функцию резервной взлётно-посадочной полосы для авиации ВВС в случае войны и невозможности использования авиабазы Рамат Давид, единственной на севере Израиля. Шоссе на этом участке было выстроено совершенно прямым, с минимальным перепадом высот начала и конца участка, на участке отсутствовали барьерные заграждения на разделительной полосе и на обочинах, в окрестностях шоссе не проходили линии электропередач. Раз в несколько лет ВВС проводили ночные учения по подготовке шоссе к чрезвычайной ситуации, в течение которых шоссе перекрывалось силами полиции, дорожное покрытие тщательно подметалось и на дорогу производили посадку несколько боевых самолётов. В конце учений самолёты взлетали, наземная техника ВВС выводилась и шоссе возвращалось к штатной деятельности.
В 2000 году из-за возросшего количества лобовых столкновений между едущими в противоположных направлениях машинами на разделительной полосе отрезка возвели тросовый барьер оригинальной конструкции, состоящий из троса, натянутого меж неглубоко сидящих стоек — в случае необходимости они с лёгкостью выдёргивались из асфальта и всё ограждение сворачивалось за несколько минут. В 2009 году ВВС объявили, что более не заинтересованы в сохранении резервной взлётно-посадочной полосы, вследствие этого на разделительной полосе и на обочинах отрезка было возведено постоянное барьерное ограждение.

## Перекрёстки и развязки
| Километр | Название                                       | Тип | Расположение | Пересечение дорог         |
| -------- | ---------------------------------------------- | --- | ------------ | ------------------------- |
| 22       | ивр. מחלף גלילות מערב‎ (развязка Глилот Маарав) |     | Герцлия      | Шоссе 5                   |
| 24       | ивр. מחלף הסירה‎ (развязка ха-Сира)             |     | Герцлия      | Шоссе 541                 |
| 26       | ивр. מחלף רבין‎ (развязка Рабин)                |     | Герцлия      | улица Керен ха-Ясод       |
| 29       | ивр. מסעף רשפון‎ (развязка Ришпон)              |     | Ришпон       | Улица ха-Кфар             |
| 30       | ивр. מחלף חוף השרון‎ (развязка Хоф ха-Шарон)    |     | Шфаим / Гааш | Автодорога                |
| 34       | ивр. מסעף יקום‎ (развязка Якум)                 |     | Якум         | Автодорога                |
| 35       | ивр. מסעף וינגייט‎ (развязка Вингейт)           |     | Вингейт      | Въезд в институт Вингейта |
| 37       | ивр. מסעף אודים‎ (развязка Удим)                |     | Удим         | Улица ха-Цалон            |
| 38       | ивр. מחלף פולג‎ (развязка Полег)                |     | Нетания      | Шоссе 553                 |
| 39       | ивр. מחלף גשר השלום‎ (развязка Мост ха-Шалом)   |     | Нетания      | Шоссе 5611                |
| 43       | ивр. מחלף נתניה‎ (развязка Нетания)             |     | Нетания      | Шоссе 57                  |
| 48       | ивр. מחלף חבצלת‎ (развязка Хавацелет)           |     | Хавацелет    | Шоссе 5710                |
| 50       | ивр. מחלף ינאי‎ (развязка Яннай)                |     | Бейт-Яннай   | Шоссе 5720                |
| 60       | ивр. מחלף אולגה‎ (развязка Ольга)               |     | Хадера       | Улица Аарон Ааронсон      |
| 63       | ивр. מחלף קיסריה‎ (развязка Кейсария)           |     | Кейсария     | Шоссе 65                  |
| 67       | ивр. מחלף אור עקיבא‎ (развязка Ор Акива)        |     | Ор-Акива     | Шоссе 6511                |
| 76       | ивр. מחלף זכרון יעקב‎ (развязка Зихрон-Яаков)   |     | Зихрон-Яаков | Шоссе 70                  |
| 90       | ивр. מחלף עתלית‎ (развязка Атлит)               |     | Атлит        | Шоссе 721 / Шоссе 7110    |
| 99       | ивр. מחלף חיפה דרום‎ (развязка Хайфа Даром)     |     | Хайфа        | Шоссе 4                   |

## Виды Шоссе 2

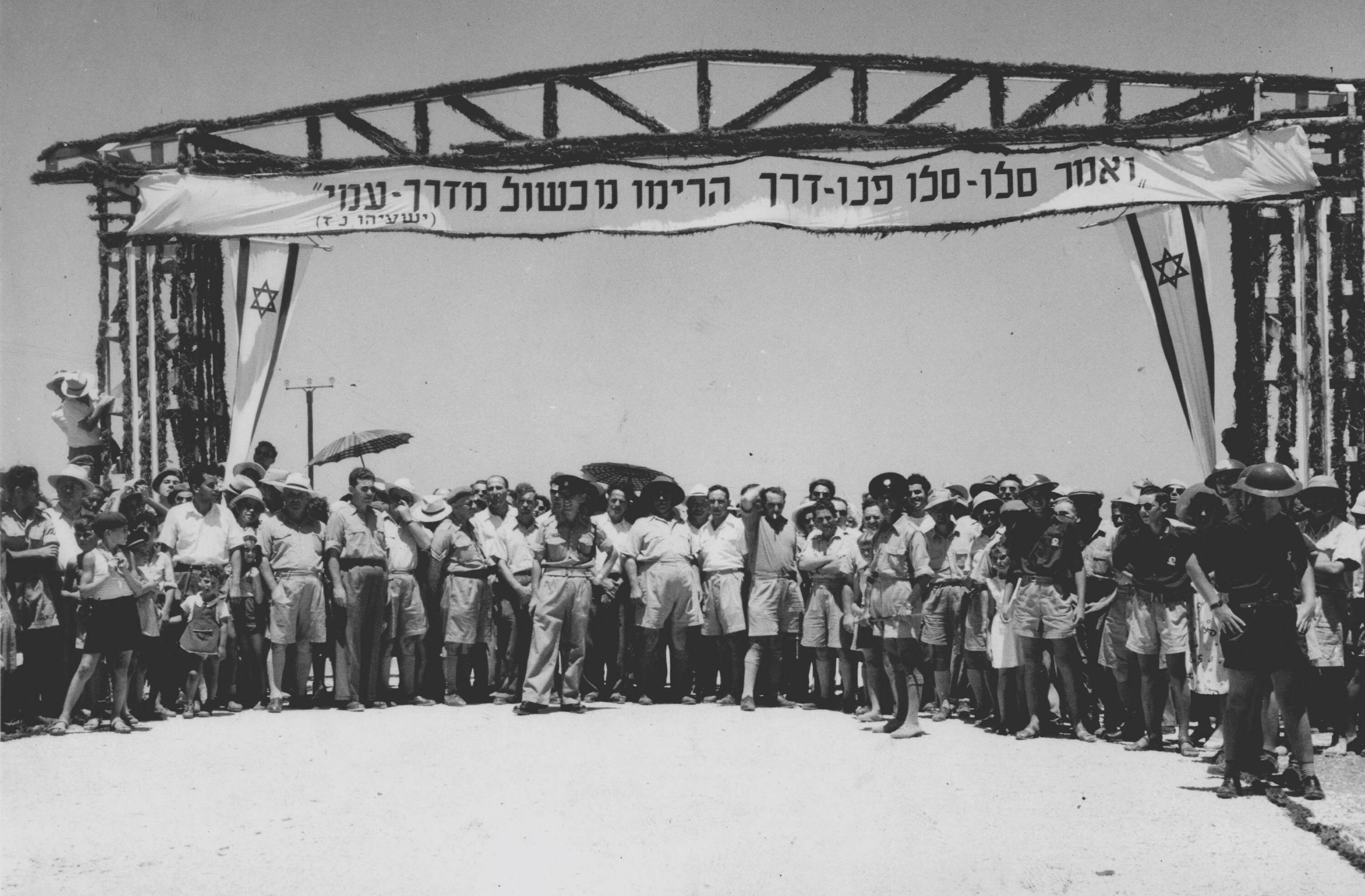
Открытие шоссе в 1950 году
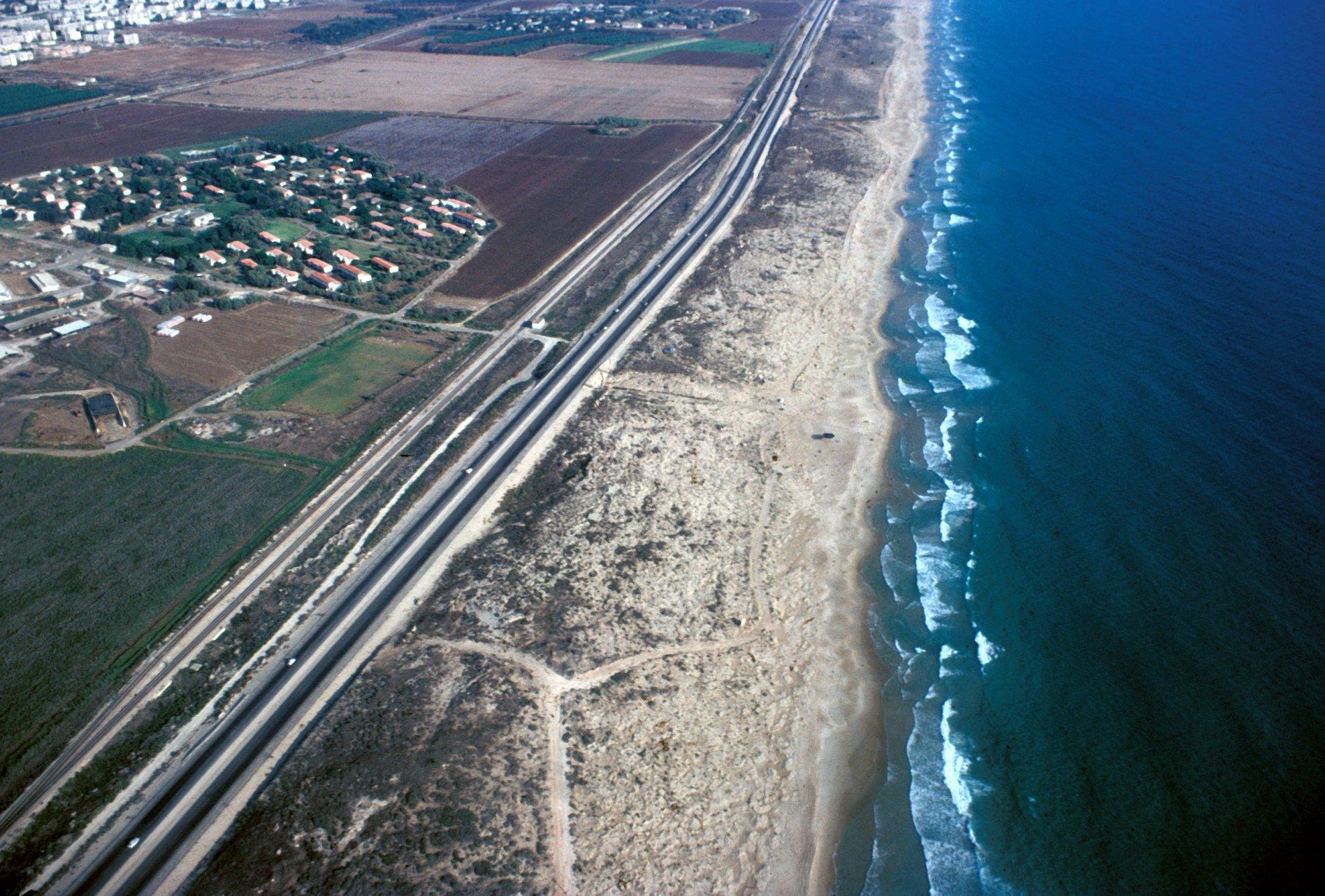
Вид около побережья
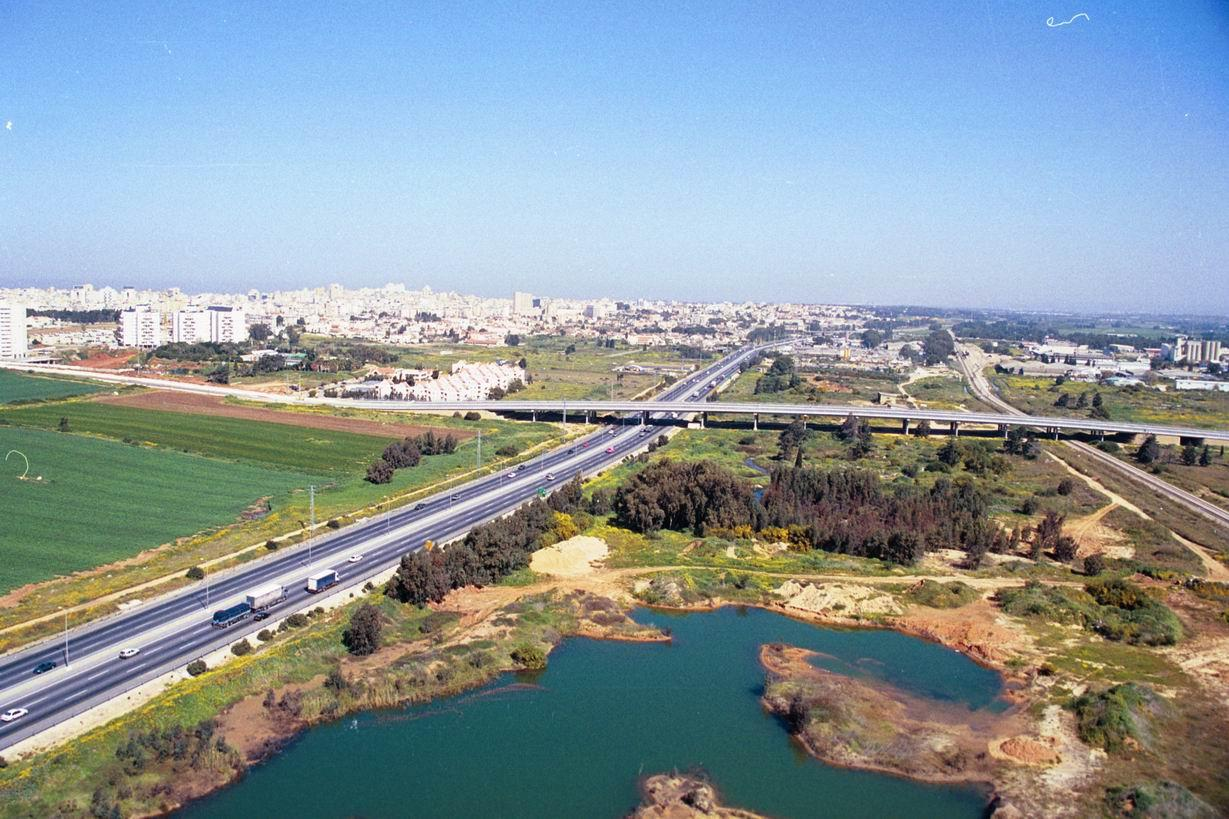
В районе Нетании
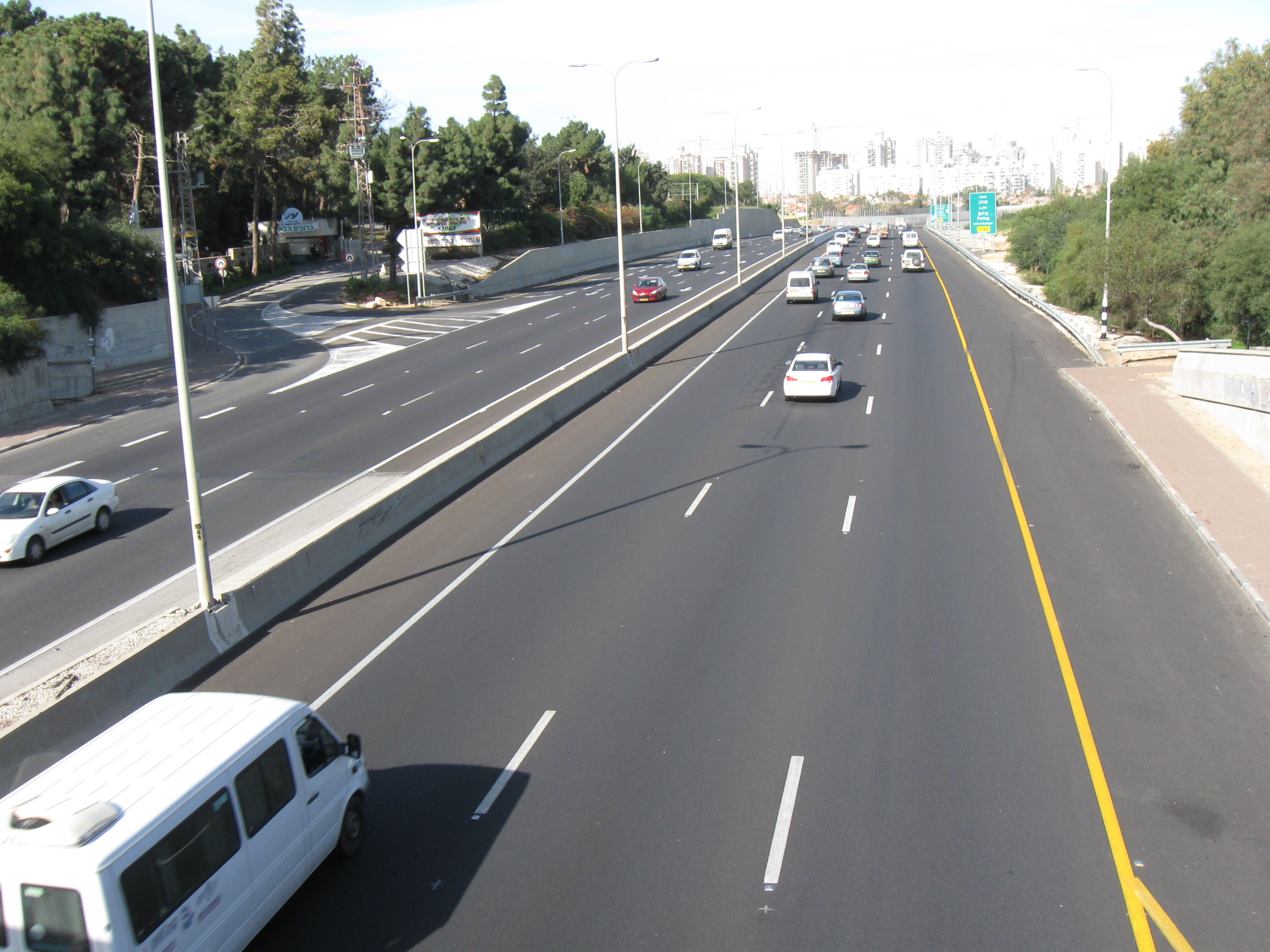
Около института Вингейта
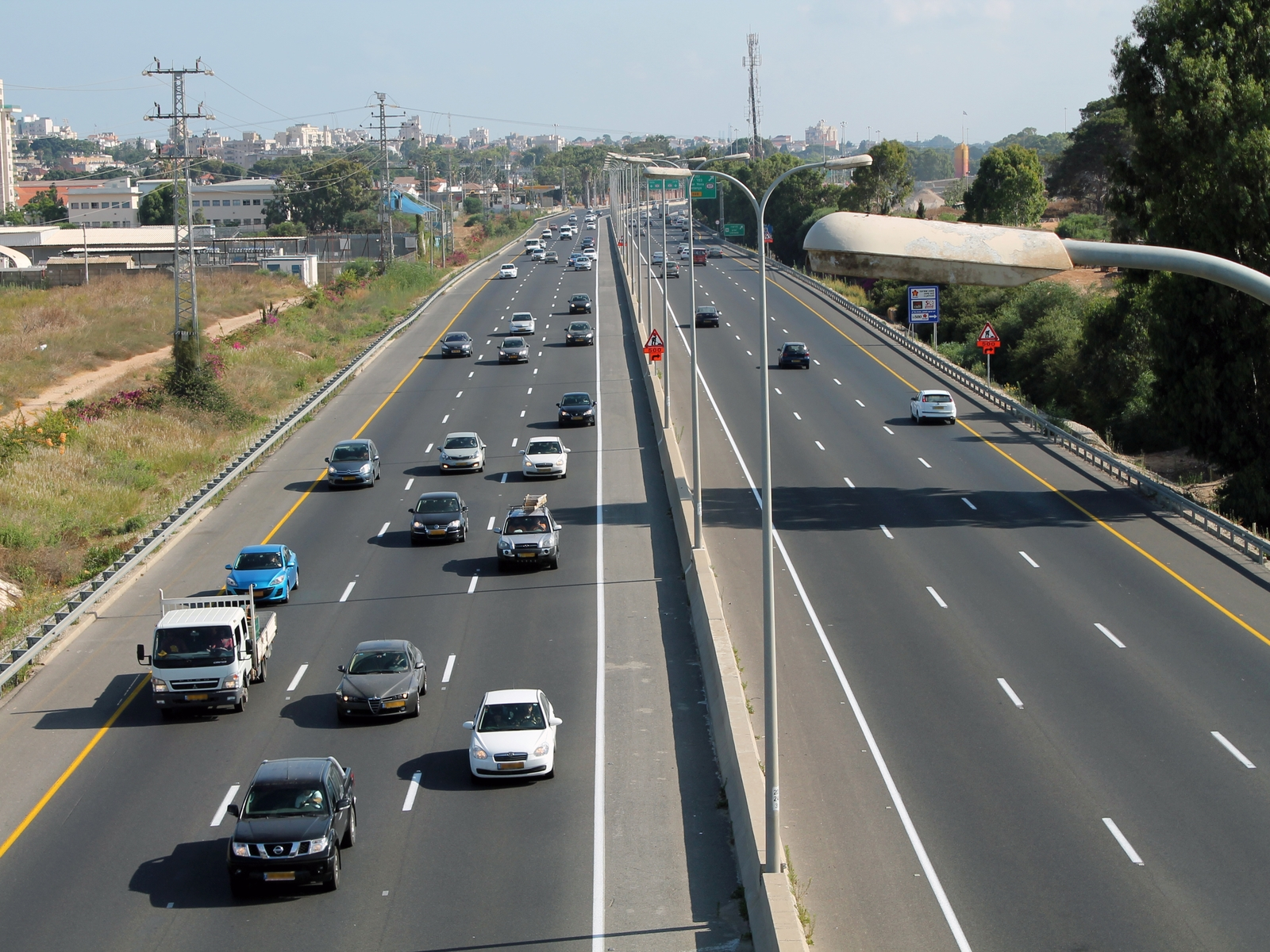
Вид на шоссе утром с моста в Нетании